# NK Borac Bobota
NK Borac Bobota je nogometni klub iz Bobote.
U sklopu kluba djeluju tri sekcije: pioniri, seniori i veterani. Boje kluba su crveno-bijele. Član je 1. ŽNL Vukovarsko-srijemske, dok veterani sudjeluju u Nogometnoj ligi veterana ZVO-a.

## Povijest
Godine 1929. osnovan je nogometni klub "Sremac". Do Drugog svjetskog rata u Boboti je postojao još jedan amaterski nogometni klub pod imenom Hajduk, ali ne postoje značajniji podatci o njemu. Godine 1945. NK Sremac dobiva ime NK "Borac" Bobota. Od 1947. godine član je Osječkog nogometnog podsaveza. Od 1961. do 1964. godine klub se natječe u podsavezu Vinkovaca. Kroz kvalifikacije 1962. godine ulazi u Prvu ligu podsaveza. Iste godine osvaja finale kupa i igra s članom Druge lige Jugoslavije "Dinamom" iz Vinkovaca.
Od 1965. do 1983. godine natječe se u prvoj ligi Nogometnog podsaveza Vukovara. U sezoni 1975./76. osvaja prvo mjesto, ali u kvalifikacijama za Slavonsku nogometnu zonu ispada od NK Grafičar Osijek. Osvajanjem drugog mjesta 1982./83. ulazi u međuopćinsku ligu Slavonije i Baranje.
Godine 1984. kao drugoplasirani u Međuopćinskoj ligi, ulazi u Regionalnu ligu Slavonije i Baranje. Godine 1986. osvaja kup Podsaveza Vukovara pobijedivši NK Borovo, člana republičke lige s 3:1. Godine 1987. godine igra finale kupa Slavonije i Baranje s momčadi "Belišća". Godine 1988. postiže najveći uspjeh u povijest kluba ulaskom u II. HNL – Istok grupa Istok, gdje se zadržao samo jednu sezonu.
Od 1993. do 1998. godine natječe se u prvenstvu Republike Srpske Krajine, odnosno član je Prve lige Srijemsko-baranjske oblasti. Godine 1994. osvaja Prvu ligu Sremsko-slavonske grupe (istočna Slavonija i zapadni Srijem), te na završnom turniru u Belom Manastiru (gdje su sudjelovali prvaci 5 nogometnih regija) osvaja treće mjesto.
Od 1998. do 2005. godine igra u Prvoj županijskoj ligi Vukovarsko-srijemske županije. U sezoni 2002./03. osvaja prvo mjesto, ali je u kvalifikacijama za 3. HNL – Istok bolja bila momčad NK Darde (3:1 i 5:1). Godine 2004. igra finale kupa nogometnog središta Vukovar.
Do sezone 2014./15. se natjecao u 2. ŽNL Vukovarsko-srijemskoj, kada osvaja 2. mjesto i umjesto NK Šarengrad ulazi u 1. ŽNL Vukovarsko-srijemsku. U sezoni 2016./17. ispadaju iz 1. ŽNL, te se istog ljeta spajaju s drugim klubom iz mjesta Bobota stvarajući tako jedan klub NK "Borac Agrar" Bobota. Od sezone 2017./18. se natječu u 4. HNL – Istok.

### Plasmani kluba kroz povijest
| Sezona                                                 | Liga                                                    | Plasman                               |
| ------------------------------------------------------ | ------------------------------------------------------- | ------------------------------------- |
| 1929. – 1941. nije sudjelovao u službenim natjecanjima |                                                         |                                       |
| 1941. – 1946. klub nije djelovao                       |                                                         |                                       |
| 1947. – 1951. Prvenstvo Osječkog nogometnog podsaveza  |                                                         |                                       |
| 1951.                                                  | Grupno prvenstvo NP Osijek – Grupa VI                   | 4. mjesto                             |
| 1952.                                                  | Grupno prvenstvo NP Osijek – Grupa VII                  | 4. mjesto                             |
| 1952./53.                                              | Grupno prvenstvo NP Osijek – Grupa IV                   | 4. mjesto                             |
| 1953./54.                                              | Grupno prvenstvo NP Osijek – Grupa V                    | 4. mjesto                             |
| 1954./55.                                              | Grupno prvenstvo NP Osijek – Grupa III                  | 6. mjesto                             |
| 1955./56.                                              | Grupno prvenstvo NP Osijek – Grupa II                   | 7. mjesto                             |
| 1956./57.                                              | Prvenstvo Osječkog nogometnog podsaveza                 | nepoznat plasman                      |
| 1957./58.                                              | Prvenstvo Osječkog nogometnog podsaveza                 | nepoznat plasman                      |
| 1958./59.                                              | 1. razred NP Vinkovci                                   | 6. mjesto                             |
| 1959./60.                                              | Grupno prvenstvo NP Vinkovci                            | nepoznat plasman                      |
| 1960./61.                                              | Grupno prvenstvo NP Vinkovci Grupa V                    | nepoznat plasman                      |
| 1961./62.                                              | Grupno prvenstvo NP Vinkovci                            | nepoznat plasman                      |
| 1962./63.                                              | Podsavezna nogometna liga NP Vinkovci                   | 5. mjesto                             |
| 1963./64.                                              | Podsavezna nogometna liga NP Vinkovci                   | 11. mjesto                            |
| 1964./65.                                              | Prvenstvo Vukovarskog nogometnog podsaveza              | nepoznat plasman                      |
| 1965./66.                                              | Prvenstvo Vukovarskog nogometnog podsaveza              | 12. mjesto                            |
| 1966./67.                                              | Prvenstvo Vukovarskog nogometnog podsaveza              | nepoznat plasman                      |
| 1967./68.                                              | Prvenstvo Vukovarskog nogometnog podsaveza              | nepoznat plasman                      |
| 1968./69.                                              | Prvenstvo Vukovarskog nogometnog podsaveza              | nepoznat plasman                      |
| 1969./70.                                              | Prvenstvo Vukovarskog nogometnog podsaveza              | 9. mjesto                             |
| 1970./71.                                              | Prvenstvo Vukovarskog nogometnog podsaveza              | nepoznat plasman                      |
| 1971./72.                                              | Prvenstvo Vukovarskog nogometnog podsaveza              | 11. mjesto                            |
| 1972./73.                                              | Prvenstvo Vukovarskog nogometnog podsaveza              | nepoznat plasman                      |
| 1973./74.                                              | Prvenstvo Vukovarskog nogometnog podsaveza              | nepoznat plasman                      |
| 1974./75.                                              | Prvenstvo Vukovarskog nogometnog podsaveza              | nepoznat plasman                      |
| 1975./76.                                              | Prvenstvo Vukovarskog nogometnog podsaveza              | 1. mjesto                             |
| 1976./77.                                              | Prvenstvo Vukovarskog nogometnog podsaveza              | nepoznat plasman                      |
| 1977./78.                                              | Prvenstvo Vukovarskog nogometnog podsaveza              | nepoznat plasman                      |
| 1978./79.                                              | Prvenstvo Vukovarskog nogometnog podsaveza              | nepoznat plasman                      |
| 1979./80.                                              | Prvenstvo Vukovarskog nogometnog podsaveza              | nepoznat plasman                      |
| 1980./81.                                              | Prvenstvo Vukovarskog nogometnog podsaveza              | nepoznat plasman                      |
| 1981./82.                                              | Prvenstvo Vukovarskog nogometnog podsaveza              | nepoznat plasman                      |
| 1982./83.                                              | Prvenstvo Vukovarskog nogometnog podsaveza              | 2. mjesto                             |
| 1983./84.                                              | Međuopćinska liga – Sjever                              | 2. mjesto                             |
| 1984./85.                                              | Regionalna liga Slavonije i Baranje – Grupa Sjever      | 8. mjesto                             |
| 1985./86.                                              | Regionalna liga Slavonije i Baranje – Grupa Sjever      | 11. mjesto                            |
| 1986./87.                                              | Regionalna liga Slavonije i Baranje – Grupa Sjever      | nepoznat plasman                      |
| 1987./88.                                              | Regionalna liga Slavonije i Baranje – Grupa Sjever      | nepoznat plasman                      |
| 1988./89.                                              | 2. Republička liga Hrvatske Grupa Istok                 | 16. mjesto                            |
| 1989./90.                                              | Međuopćinska liga – Sjever                              | nepoznat plasman (11. ili 12. mjesto) |
| 1990./91.                                              | Međuopćinska liga – Sjever                              | nepoznat plasman                      |
| 1991./92.                                              | klub se nije natjecao                                   | klub se nije natjecao                 |
| 1992./93.                                              | Prvenstvo RSK – Liga Istočne Slavonije i Zapadnog Srema | 5. mjesto                             |
| 1993. – 1998. Prvenstvo Republike Srpske Krajine       |                                                         |                                       |
| 1998./99.                                              | 1. ŽNL Vukovarsko-srijemska Grupa B                     | 6. mjesto                             |
| 1999./2000.                                            | 1. ŽNL Vukovarsko-srijemska Grupa B                     | 12. mjesto                            |
| 2000./01.                                              | 1. ŽNL Vukovarsko-srijemska Grupa B                     | 7. mjesto                             |
| 2001./02.                                              | 1. ŽNL Vukovarsko-srijemska                             | 11. mjesto                            |
| 2002./03.                                              | 1. ŽNL Vukovarsko-srijemska                             | 1. mjesto                             |
| 2003./04.                                              | 1. ŽNL Vukovarsko-srijemska                             | 9. mjesto                             |
| 2004./05.                                              | 1. ŽNL Vukovarsko-srijemska                             | 16. mjesto                            |
| 2005./06.                                              | 2. ŽNL Vukovarsko-srijemska Grupa A                     | 9. mjesto                             |
| 2006./07.                                              | 2. ŽNL Vukovarsko-srijemska NS Vukovar                  | 9. mjesto                             |
| 2007./08.                                              | 2. ŽNL Vukovarsko-srijemska NS Vukovar                  | 7. mjesto                             |
| 2008./09.                                              | 2. ŽNL Vukovarsko-srijemska NS Vukovar                  | 10. mjesto                            |
| 2009./10.                                              | 2. ŽNL Vukovarsko-srijemska NS Vukovar                  | 7. mjesto                             |
| 2010./11.                                              | 2. ŽNL Vukovarsko-srijemska NS Vukovar                  | 5. mjesto                             |
| 2011./12.                                              | 2. ŽNL Vukovarsko-srijemska NS Vukovar                  | 4. mjesto                             |
| 2012./13.                                              | 2. ŽNL Vukovarsko-srijemska NS Vukovar                  | 3. mjesto                             |
| 2013./14.                                              | 2. ŽNL Vukovarsko-srijemska NS Vukovar                  | 9. mjesto                             |
| 2014./15.                                              | 2. ŽNL Vukovarsko-srijemska NS Vukovar                  | 2. mjesto                             |
| 2015./16.                                              | 1. ŽNL Vukovarsko-srijemska                             | 14. mjesto                            |
| 2016./17.                                              | 1. ŽNL Vukovarsko-srijemska                             | 14. mjesto                            |

## Vanjske poveznice
- Sportske udruge u općini Trpinja